# Georg Spalatin
Georg Spalatin, seudónimo adoptado por Georg Burkhardt, (Spalt, 17 de enero de 1484-Altemburgo, 16 de enero de 1545) fue un humanista, teólogo y reformador protestante alemán, secretario del príncipe elector Federico III de Sajonia, así como una figura importante en la historia de la Reforma protestante.

## Biografía
Burkhardt nació en Spalt (de donde tomó el nombre latinizado "Spalatinus"), cerca de Núremberg, donde su padre era curtidor. A los trece años se trasladó a Núremberg para continuar con su educación y poco después a la Universidad de Erfurt, donde se licenció en 1499. Allí atrajo la atención de Nikolaus Marschalk, el profesor más influyente de la universidad, que nombró a Spalatin su amanuense y lo llevó a la nueva Universidad de Wittenberg en 1502. Allí vivió en unos aposentos en la Schlossplatz, al este de la Schlosskirche de Wittenberg.
En 1505 Spalatin regresó a Erfurt para estudiar Derecho. Fue recomendado a Mutianus Rufus y acogido por los humanistas alemanes, de los que Mutianus era el líder. Su amigo le consiguió un puesto como maestro de novicios en la iglesia de Santa Isabel de Georgenthal y en 1508 fue ordenado sacerdote por el obispo Johann von Laasphe, que había ordenado a Martín Lutero. En 1509, Mutianus lo recomendó a Federico III el Sabio, el elector de Sajonia, quien lo envió a Wittenburg en 1511 para que fuera tutor de sus sobrinos, entre ellos el futuro elector Juan Federico I de Sajonia.
Spalatin se ganó rápidamente la confianza de Federico III y fue recompensado con un puesto de canónigo en Altemburgo. En 1512, el elector le nombró bibliotecario. También fue ascendido a capellán y secretario de la corte y se encargó de toda la correspondencia privada y pública del elector. Su sólida erudición, y sobre todo su inusual dominio del griego, le hicieron indispensable en la corte sajona.
Spalatin nunca se había interesado por la teología y, aunque era sacerdote y predicador, había sido humanista. Se desconoce cómo conoció a Lutero, probablemente en Wittenberg, pero el reformador se convirtió en su principal consejero en todas las cuestiones morales y religiosas. Sus cartas a Lutero se han perdido, pero las respuestas sí se han conservado. Leyó los textos de Lutero al elector y tradujo al alemán los que estaban en latín.
Spalatin acompañó a Federico a la Dieta de Augsburgo en 1518 y participó en las negociaciones con los legados apostólicos, Tomás Cayetano y Karl von Miltitz. Estuvo con el elector cuando Carlos V de Alemania fue elegido emperador y coronado y en la Dieta de Worms, en el contexto de toda la problemática diplomática de los primeros años de la Reforma. Spalatin disuadió a Lutero en repetidas ocasiones de publicar libros o realizar actos manifiestos contra el papado, pero estaba dispuesto a traducir los libros o justificar los actos cuando se realizaban.
A la muerte de Federico en 1525, Spalatin abandonó la corte sajona, pero siguió asistiendo a las dietas imperiales y se convirtió en consejero de Juan y Juan Federico. Pasó a residir como canónigo en Altemburgo e incitó al cabildo a instituir reformas, en cierto modo sin éxito. Se casó ese mismo año.
Durante la última parte de su vida, a partir de 1526, Spalatin se dedicó principalmente a la visita de iglesias y escuelas en el Electorado de Sajonia, informando sobre la confiscación y la aplicación de los ingresos eclesiásticos, y se le pidió que realizara el mismo trabajo para la Sajonia Albertina. También fue visitante permanente de la Universidad de Wittenberg. Poco antes de su muerte, cayó en un estado de profunda melancolía y murió en Altemburgo. Fue enterrado en la bóveda de la iglesia de San Bartolomé.